# Episodi di Lord & Master (seconda stagione)
La seconda stagione della serie televisiva Lord & Master, composta da 10 episodi, è stata trasmessa sul canale olandese Nederland 1 dal 28 gennaio al 7 aprile 2016.
In Italia, i primi 2 episodi sono andati in onda su Rai 1 l'11 agosto 2017, mentre i restanti 8 episodi sono andati in onda in prima visione su Rai Premium dal 14 al 28 marzo 2018.
| nº | Titolo originale    | Titolo italiano | Prima TV Paesi Bassi | Prima TV Italia |
| -- | ------------------- | --------------- | -------------------- | --------------- |
| 1  | De Klap             | Episodio 1      | 28 gennaio 2016      | 11 agosto 2017  |
| 2  | Diamantroof         | Episodio 2      | 4 febbraio 2016      | 11 agosto 2017  |
| 3  | De parfumeur        | Episodio 3      | 11 febbraio 2016     | 14 marzo 2018   |
| 4  | De dokter           | Episodio 4      | 18 febbraio 2016     | 14 marzo 2018   |
| 5  | Pokerface           | Episodio 5      | 25 febbraio 2016     | 21 marzo 2018   |
| 6  | Spoken bestaan niet | Episodio 6      | 3 marzo 2016         | 21 marzo 2018   |
| 7  | De ontvoering       | Episodio 7      | 10 marzo 2016        | 21 marzo 2018   |
| 8  | Chevalier           | Episodio 8      | 17 marzo 2016        | 28 marzo 2018   |
| 9  | Haute cuisine       | Episodio 9      | 31 marzo 2016        | 28 marzo 2018   |
| 10 | Oog om oog          | Episodio 10     | 7 aprile 2016        | 28 marzo 2018   |